# Brasil en los Juegos Paralímpicos de Arnhem 1980
Brasil estuvo representado en los Juegos Paralímpicos de Arnhem 1980 por dos deportistas masculinos. El equipo paralímpico brasileño no obtuvo ninguna medalla en estos Juegos.